# カルラ・フラッチ

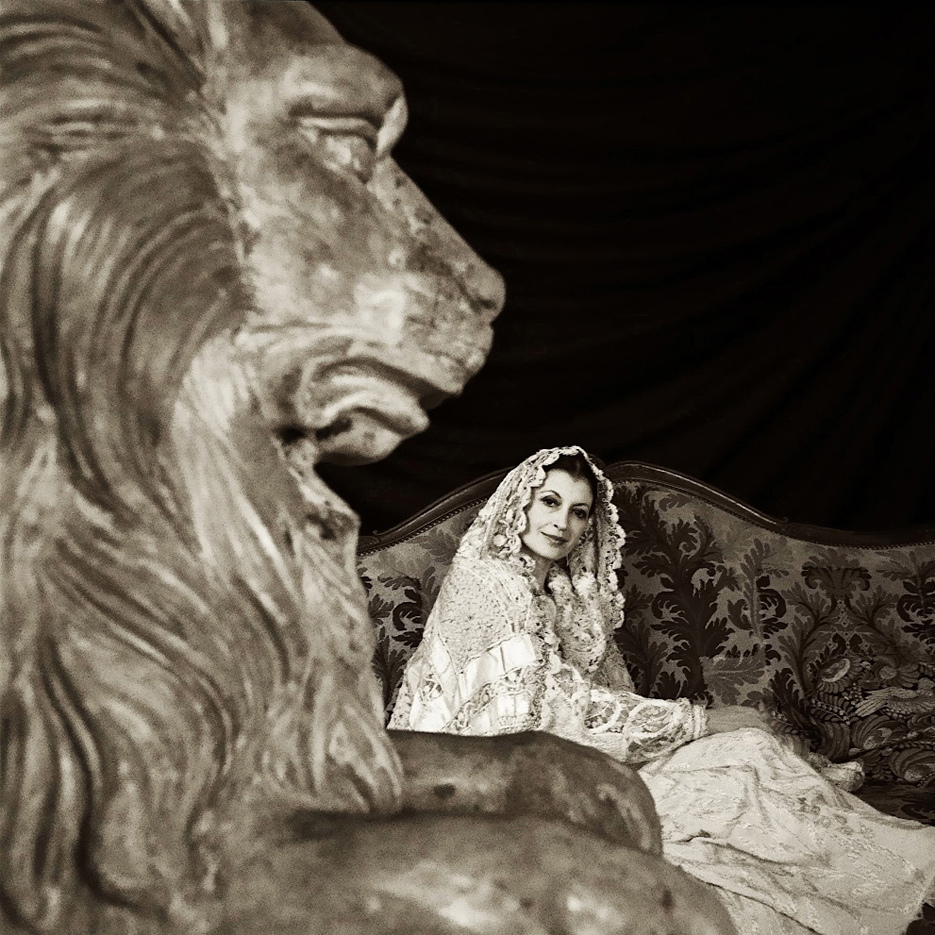

カルラ・フラッチ（Carla Fracci、1936年8月20日 - 2021年5月27日）は、イタリアのバレエダンサー。

## 経歴
ミラノに生まれる。ミラノ・スカラ座バレエ学校で、ワガノワバレエ学校出身のヴェラ・ヴォルコワなどにバレエを学び、1954年に卒業してスカラ座バレエ団に入団する。1956年にソリスト、1958年にプリマバレリーナに昇進した。
1959年、ロンドン・フェスティバル・バレエ団（現在のイングリッシュ・ナショナル・バレエ団）の招きを受けて初めて『ジゼル』を踊った。フラッチはアリシア・マルコワの踊った『ジゼル』に憧れを持っていたが、この時にマルコワのパートナーを務めていたアントン・ドーリンから指導を受けて、その後、『ジゼル』を最も得意な役柄とした。ロマンチック・バレエ期の作品を得意とし、『ジゼル』以外でも『ラ・シルフィード』などのタイトルロールは絶品と評された。
イタリアを代表する国際的なバレリーナとして、20世紀に名声を確立した初めてのイタリア人ダンサーと評価され、ロイヤル・バレエ団、アメリカン・バレエ・シアター、シュトゥットガルト・バレエ団など、世界中のバレエ団にゲストとして招かれ、高い人気があった。日本にも世界バレエ･フェスティバルへの出演などで数回来日している。
1996年に、ローラン・プティはフラッチのバレエ生活50年の記念として、コレットの小説をもとにした『シェリ』（プーランク音楽）を彼女とマッシモ・ムッルに振り付けた。
なお、彼女の名を冠した『カルラ・フラッチ』ブランドのフレグランスが発売されている。また、2004年10月16日には、国際連合食糧農業機関（FAO）のアンバサダーに任命された。
2021年5月27日までに、ミラノで死去。

## 出演

### 映画
- 『ニジンスキー』（1980年）：タマーラ・カルサヴィナ役

### DVD
- 『ジゼル』（1969年収録の映像、エリック・ブルーンと共演）